# 鮫島秀旗
鮫島 秀旗（さめじま ひでき、1973年（昭和48年）7月22日 - ）は、大阪府大阪市鶴見区出身の元プロ野球選手（捕手）。現在は、東京ヤクルトスワローズのチームスタッフ。

## 来歴・人物
小学4年から野球を始め、「大阪クーガース」に所属した。中学に上がり「大阪東ジャガーズ」で捕手として活躍する。高校は三重県の日生学園第二高に進学。3年夏は県大会初戦で敗退した。
1991年のプロ野球ドラフト会議でヤクルトスワローズから6位指名を受け入団。
プロ4年目の1995年には二軍で10本塁打を記録するなど、強打の捕手として注目された。また、その間に打撃を生かすため外野手も経験した。
1996年に一軍初出場を果たすが、正捕手・古田敦也の壁は厚く一軍定着には至らずに2004年限りで現役を引退した。プロ通算13年間で二軍戦には610試合に出場したが、一軍戦はわずか8試合出場で6打数無安打であった。
引退後は、ヤクルトに残りチームスタッフ（2017年までブルペン捕手、2023年まで打撃投手兼スコアラー）に転身し、2024年からスコアラーとなる。
選手時代は1人暮らしをせずに寮に住み続けていた。

## 詳細情報

### 年度別打撃成績
| 年 度     | 球 団     | 試 合 | 打 席 | 打 数 | 得 点 | 安 打 | 二 塁 打 | 三 塁 打 | 本 塁 打 | 塁 打 | 打 点 | 盗 塁 | 盗 塁 死 | 犠 打 | 犠 飛 | 四 球 | 敬 遠 | 死 球 | 三 振 | 併 殺 打 | 打 率 | 出 塁 率 | 長 打 率 | O P S |
| --------- | --------- | ----- | ----- | ----- | ----- | ----- | -------- | -------- | -------- | ----- | ----- | ----- | -------- | ----- | ----- | ----- | ----- | ----- | ----- | -------- | ----- | -------- | -------- | ----- |
| 1996      | ヤクルト  | 2     | 2     | 2     | 0     | 0     | 0        | 0        | 0        | 0     | 0     | 0     | 0        | 0     | 0     | 0     | 0     | 0     | 1     | 0        | .000  | .000     | .000     | .000  |
| 1999      | ヤクルト  | 5     | 3     | 3     | 0     | 0     | 0        | 0        | 0        | 0     | 0     | 0     | 0        | 0     | 0     | 0     | 0     | 0     | 1     | 0        | .000  | .000     | .000     | .000  |
| 2001      | ヤクルト  | 1     | 1     | 1     | 0     | 0     | 0        | 0        | 0        | 0     | 0     | 0     | 0        | 0     | 0     | 0     | 0     | 0     | 0     | 0        | .000  | .000     | .000     | .000  |
| 通算：3年 | 通算：3年 | 8     | 6     | 6     | 0     | 0     | 0        | 0        | 0        | 0     | 0     | 0     | 0        | 0     | 0     | 0     | 0     | 0     | 2     | 0        | .000  | .000     | .000     | .000  |

### 記録
- 初出場：1996年4月7日、対横浜ベイスターズ3回戦（明治神宮野球場）、8回表に古田敦也に代わり捕手で出場

### 背番号
- 71 （1992年 - 1993年）
- 57 （1994年 - 2004年）
- 96 （2005年 - 2009年） ※ブルペン捕手
- 108 （2010年 - 2023年） ※ブルペン捕手 - 打撃投手兼スコアラー